# Station Collington
Collington is een spoorwegstation van National Rail in Bexhill-on-Sea, Rother in Engeland. Het station is eigendom van Network Rail en wordt beheerd door Southern. 